# جون وارويك كينغ
جون وارويك كينغ هو فلاح وسياسي كندي، ولد في 26 ديسمبر 1856 في سميث فولس في كندا، وتوفي في 14 يناير 1927 في كندا بسبب نوبة قلبية. حزبياً، نشط في Progressive Party of Canada ‏. وقد انتخب عضو مجلس العموم الكندي.